# چهار تفنگدار (فیلم ۱۹۷۴)
چهار تفنگدار (به انگلیسی: The Four Musketeers) فیلمی محصول سال ۱۹۷۴ و به کارگردانی ریچارد لستر است. در این فیلم بازیگرانی همچون الیور رید، چارلتون هستون، راکل ولچ، فی داناوی، ریچارد چمبرلین، فرانک فینلی، مایکل یورک، کریستوفر لی، ژان-پیر کسل، جرالدین چاپلین، روی کینیر، مایکل گاتارد و نیکول کالفان ایفای نقش کرده‌اند.
این اثر دنباله فیلم سه تفنگدار است و در سال ۱۹۸۹ دنباله این فیلم با نام بازگشت سه تفنگدار ساخته شد.

## تولید
```
در طول تولید سه تفنگدار، سازندگان متوجه شدند که این پروژه به قدری طولانی است که نمی توانند آن را همانطور که در ابتدا در نظر گرفته شده بود به پایان برسانند و همچنان به تاریخ انتشار اعلام شده خود برسند.  بنابراین تصمیم گرفته شد که پروژه به دو فیلم تقسیم شود و به این ترتیب این دو نیمه به‌عنوان سه تفنگدار و چهار تفنگدار با فاصله شش ماه منتشر شدند.  بیشتر بازیگران از این که کارشان در فیلمبرداری طولانی برای ساختن یک فیلم کاملاً مجزا استفاده شد خشمگین بودند، در حالی که فقط برای کار یک فیلم دستمزد می گرفتند.  شکایت هایی از طرف کسانی که در ساخت فیلم نقش داشتند برای به دست آوردن حقوق و مزایای مربوط به فیلم دومی که در قراردادهای اصلی ذکر نشده بود، تشکیل شد.  همه قراردادهای بازیگران SAG در حال حاضر دارای چیزی است که به عنوان "بند سالکیند" شناخته می شود، که تعداد فیلم های ساخته شده را تعیین می کند.
```